# ذي ريزدنت (فلم 2011)
ذي ريزدنت (بالإنجليزية: The Resident) هو فيلم دراما ورعب وغموض، تم إنتاجه في المملكة المتحدة والولايات المتحدة، بطولة هيلاري سوانك، جيفري دين مورغان، كرستوفر لي ولي بيس.

## القصة
«جوليت بليس» دكتورة في مستشفى بروكلين العام بنيويورك، تنفصل عن صديقها «جاك» وتترك شقتهما وتقرر الإقامة بمفردها؛ فتبحث عن شقة في بروكلين حتى تستطيع استئجار شقة في إحدى البنايات القديمة التي يمتلكها ماكس؛ الذي يبدي إعجابه بجوليت ويدعوها للعشاء فتوافق، ولكنها ترغب في أن يتركها لأنها ليست على استعداد، حاليا، لإقامة علاقة عاطفية، فلا يتقبل ذلك. في الوقت ذاته لا تعلم جانيت أن ماكس مهووس بها ويراقبها من فتحة سرية بالشقة.

## وصلات خارجية
- مقالات تستعمل روابط فنية بلا صلة مع ويكي بيانات

- ذي ريزدنت على IMDb
- ذي ريزدنت على Rotten Tomatos
- ذي ريزدنت على AllMovie